# USS Halfbeak (SS-352)
USS Halfbeak (SS-352) – amerykański okręt podwodny typu Balao, noszący nazwę od ryby z rodziny półdziobnicowatych, występującej w ciepłych morzach.
„Halfbeak” został zwodowany 19 lutego 1946 w stoczni Electric Boat Co. w Groton. Matką chrzestną była pani William Craig. Okręt wszedł do służby 22 lipca 1946, z komandorem porucznikiem Evanem T. Shepardem jako dowódcą.
Po dziewiczym rejsie po Morzu Karaibskim i wzdłuż wybrzeża Ameryki Łacińskiej do strefy Kanału Panamskiego, Ekwadoru i Kolumbii „Halfbeak” spędził następne 3 lata na szkoleniach i ćwiczeniach floty przeprowadzanych w pobliżu jego bazy w New London. Okręt wchodził w skład 8 Dywizjonu Okrętów Podwodnych. Wszedł do stoczni Portsmouth Naval Shipyard 12 września 1949 i został przerobiony w ramach programu GUPPY do standardu GUPPY II. Wyposażono go w chrapy, co umożliwiało mu pozostawanie zanurzonym przez długi okres, oraz w znaczący sposób zwiększono opływowość nadbudówki. Okręt opuścił Portsmouth 13 stycznia 1950 i udał się do New London na przydział do Research and Development Group. Podczas przeprowadzania testów ze specjalnym podwodnym wyposażeniem dźwiękowym odbył podróż na wody angielskie oraz operował w pobliżu wyspy Jan Mayen zimą 1951.
„Halfbeak” był zaangażowany w dalsze ćwiczenia na Karaibach do 10 listopada 1954, kiedy udał się na swój pierwszy rejs po Morzu Śródziemnym. Odwiedził Gibraltar, Neapol, Marsylię, Lizbonę i Walencję, po czym wrócił do New London 2 lutego 1955. Podobna podróż w 1956 została przerwana przez kryzys sueski i „Halfbeak” pozostał na wschodnim obszarze morza, gdzie operował w ramach 6 Floty do stycznia 1957, pomagając utrzymać pokój w tym rejonie.
Rozkazem dowództwa popłynął 28 lipca 1958 do Arktyki, gdzie wraz z nuklearnym okrętem podwodnym USS „Skate” (SSN-578) operował pod i w pobliżu polarnego paku lodowego, gdzie zbierał informacje w związku z Międzynarodowym Rokiem Geofizycznym. Podczas tych operacji „Skate” przepłynął pod arktycznym pakiem lodowym, osiągając Biegun Północny 11 sierpnia, a następnie opływał ten rejon, ponownie docierając do Bieguna sześć dni później.
Lokalne operacje i ćwiczenia, głównie manewry okrętów podwodnych i floty na Karaibach, ale także manewry NATO, zajmowały czas „Halfbeak” do 1963, kiedy podjął się roli testowania i oceny sonaru i innych urządzeń dźwiękowych w pobliżu New London.
„Halfbeak” został odznaczony odznaką Battle Efficiency „E” za rok 1966 i 1967 i utrzymał „E” dla 102 Dywizji Podwodnej w roku 1968. Okręt został wycofany ze służby i skreślony z Rejestru Morskiego 1 lipca 1971. Został sprzedany na złom 13 lipca 1972.